# Литвинов, Евгений Леонтьевич
Евгений Леонтьевич Литвинов (14 июля 1924, село Щурово, теперь Лиманской городской объединённой территориальной громады Донецкой области — 26 февраля 1980, Киев) — украинский советский партийный деятель, 2-й секретарь Киевского горкома КПУ, 2-й секретарь Киевского обкома КПУ. Депутат Верховного Совета УССР 8-9-го созывов. Член Ревизионной Комиссии КПУ в 1971—1976 г. Председатель Ревизионной Комиссии КПУ в 1971—1976 г.

## Биография
Родился в крестьянской семье. Трудовую деятельность начал в 1941 году. С 1942 года — киномеханик.
С 1944 года — в Красной армии. Участник Великой Отечественной войны. Служил кинотехником 11-й мотострелковой бригады 10-го танкового корпуса.
Член ВКП(б) с 1949 года.
Образование высшее. В 1954 году окончил Киевский институт киноинженеров.
В 1954—1958 годах — инженер-конструктор, секретарь партийного комитета КПУ Киевского завода «Точприбор».
В 1958—1960 годах — 2-й секретарь Октябрьского районного комитета КПУ города Киева; заведующий промышленно-транспортного отдела Киевского городского комитета КПУ. В 1960—1964 годах — 1-й секретарь Октябрьского районного комитета КПУ города Киева.
В декабре 1964 — феврале 1969 года — секретарь Киевского городского комитета КПУ.
В феврале 1969 — июне 1971 года — 2-й секретарь Киевского городского комитета КПУ.
24 мая 1971 — 23 октября 1975 года — 2-й секретарь Киевского областного комитета КПУ.
В 1975 — 26 февраля 1980 года — 1-й заместитель председателя Государственного комитета Совета Министров Украинской ССР по охране природы.

## Награды
- два ордена Трудового Красного Знамени
- орден «Знак Почета»
- медали
- Почётная грамота Президиума Верховного Совета Украинской ССР (11.07.1974)